# Трусіос
Трусіос, Турціос (ісп. Trucíos, баск. Turtzioz, офіційна назва Trucios-Turtzioz) — муніципалітет в Іспанії, у складі автономної спільноти Країна Басків, у провінції Біская. Населення — 532 особи (2009).
Муніципалітет розташований на відстані близько 320 км на північ від Мадрида, 28 км на захід від Більбао.
На території муніципалітету розташовані такі населені пункти: (дані про населення за 2009 рік)
- Куето: 53 особи
- Гордон: 20 осіб
- Ла-Іглесія: 304 особи
- Пандо: 155 осіб

## Демографія
Динаміка населення (INE ):

## Галерея зображень

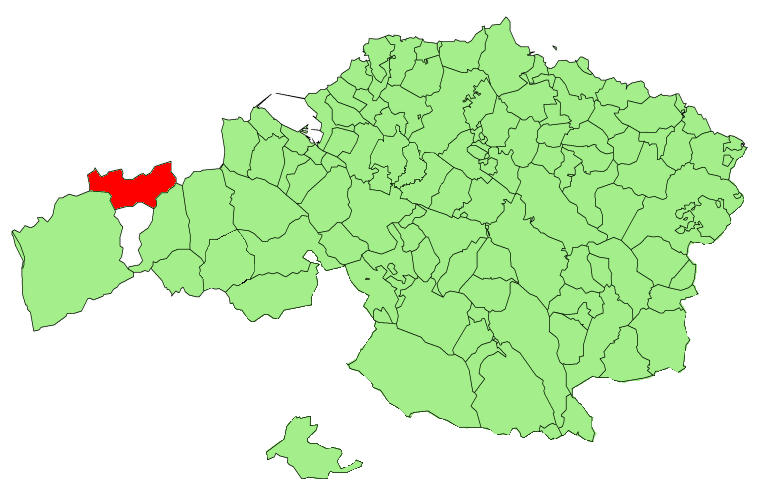
Розташування муніципалітету